# Parque Nacional de Alutaguse
O Parque Nacional de Alutaguse (em estoniano:  Alutaguse rahvuspark) é um parque nacional no leste da Estónia. O parque foi inaugurado em 2018.
O parque fica principalmente na Terra Baixa Alutaguse. Esta região é caracterizada pela esparsa densidade de assentamentos e altas percentagens de paisagens naturais. Aproximadamente, 54% do parque encontra-se em pântanos e 42% em áreas florestais.
Muitas espécies raras estão a viver no parque, incluindo o esquilo-voador, tetraz e cegonha-preta.